# Melanocanthon punctaticollis
Melanocanthon punctaticollis är en skalbaggsart som beskrevs av Schaeffer 1915. Melanocanthon punctaticollis ingår i släktet Melanocanthon och familjen bladhorningar. Inga underarter finns listade i Catalogue of Life.